# Ardarich
Ardarich (lat. Namensform Ardaricus) war ein König des ostgermanischen Volkes der Gepiden im 5. Jahrhundert n. Chr.
Ardarich war ursprünglich ein Untertan des Hunnenkönigs Attila; er scheint zu dessen engsten Vertrauten gehört und recht großen Einfluss besessen zu haben. Nach Attilas Tod im Jahre 453 kam es jedoch zu Aufständen der verschiedenen nach Unabhängigkeit von den Hunnen strebenden ostgermanischen Völker (darunter Gepiden, Heruler, Skiren, Rugier und wohl auch Teile der Ostgoten) zwischen Donau und Karpatenbogen. Nach dem Sieg einer „germanischen Koalition“ unter der Führung Ardarichs in der Schlacht am Fluss Nedao in Pannonien (454) zerfiel das nur lose zusammengefügte Hunnenreich, dessen Zusammenhalt hauptsächlich der Persönlichkeit Attilas geschuldet gewesen war. Ardarich nutzte den Zerfall des hunnischen Herrschaftsraumes geschickt aus und gründete daraufhin das Reich der Gepiden zwischen Donau, Theiß, Alt und Karpaten, das bis ins 6. Jahrhundert bestehen blieb.